# Rosario de Colana
Rosario de Colana är en ort i Argentina.   Den ligger i provinsen Catamarca, i den norra delen av landet, 1 000 km nordväst om huvudstaden Buenos Aires. Rosario de Colana ligger 1 670 meter över havet och antalet invånare är 478.
Terrängen runt Rosario de Colana är kuperad västerut, men österut är den bergig. Terrängen runt Rosario de Colana sluttar västerut. Runt Rosario de Colana är det mycket glesbefolkat, med 2 invånare per kvadratkilometer.. Närmaste större samhälle är Pomán, 6,9 km sydväst om Rosario de Colana. 
Omgivningarna runt Rosario de Colana är i huvudsak ett öppet busklandskap.